# Heteropterys glabra
Heteropterys glabra là một loài thực vật có hoa trong họ Malpighiaceae. Loài này được Hook. & Arn. mô tả khoa học đầu tiên năm 1833.